# Adam Walaszek
Adam Stefan Walaszek (ur. 1951) – polski historyk, profesor nauk humanistycznych.
W 1974 ukończył historię na Uniwersytecie Jagiellońskim. W 1981 uzyskał stopień doktora historii. Habilitował się w 1989. W 1995 uzyskał tytuł naukowy profesora.
Specjalizuje się w historii najnowszej, historii Polonii, historii powszechnej, historii ruchów migracyjnych i historii społeczna USA. W latach 2008–2016 pełnił funkcję dyrektora Instytutu Amerykanistyki i Studiów Polonijnych Uniwersytetu Jagiellońskiego. Od 2007 jest zastępcą przewodniczącego Komisji do Badań Diaspory Polskiej Polskiej Akademii Umiejętności. Jest członkiem Komitetu Badań nad Migracjami Polskiej Akademii Nauk.

## Ważniejsze publikacje
- Reemigracja ze Stanów Zjednoczonych do Polski po I wojnie światowej (1919-1924) (1983)
- Polscy robotnicy, praca i związki zawodowe w Stanach Zjednoczonych Ameryki 1880-1922 (1988)
- Światy imigrantów : tworzenie polonijnego Cleveland : 1880-1930 (1994)
- Migracje Europejczyków 1650-1914 (2007)
- Życie na pograniczu i „życie pomiędzy”: Polacy w zagłębiu antracytowym w Luzerne County, Pensylwania, z innymi grupami w tle (1753-1902) (2011)